# Estação Plaza Sucre
A Estação Plaza Sucre é uma das estações do Metrô de Caracas, situada no município de Libertador, entre a Estação Pérez Bonalde e a Estação Gato Negro. Administrada pela C. A. Metro de Caracas, faz parte da Linha 1.
Foi inaugurada em 2 de janeiro de 1983. Localiza-se no cruzamento da Rua Panamericana com o Boulevard Avenida España. Atende a paróquia de Sucre.